# Štefan Hadalin
Štefan Hadalin (Ljubljana, 15. lipnja 1995.), slovenski je alpski skijaš.
Prvi uspjeh mu je bio naslov juniorskog svjetskog prvaka u kombinaciji 2016. godine u ruskom Sočiju. Najveći mu je uspjeh osvajanje srebrnog odličja u kombinaciji na Svjetskom prvenstvu u alpskom skijanju u Areju 2019.

## Vanjske poveznice
- Službena stranica